# Glenochrysa hopkinsi
Glenochrysa hopkinsi är en insektsart som först beskrevs av Peter Esben-Petersen 1928. 
Glenochrysa hopkinsi ingår i släktet Glenochrysa och familjen guldögonsländor. Inga underarter finns listade i Catalogue of Life.